# Þorsteinn Síðu-Hallsson
Þorsteinn Síðu-Hallsson (Thorsteinn, 994 - 1050) fue un guerrero vikingo de Islandia, hijo de Síðu-Hallur. Su figura histórica aparece como protagonista de su propia saga, Saga Þorsteins Síðu-Hallssonar y secundario en diversas fuentes como la saga de Njál, donde participa en la batalla de Clontarf (1014), Landnámabók, saga Flóamanna, saga Ljósvetninga, y saga de Víga-Glúms.
Estaba casado con Ingveldur Bjarnadóttir (n. 990), una hija de Bjarni Brodd-Helgason. Según el relato Draumr Þorsteins Síðu-Hallssonar, Þorsteinn murió asesinado por un esclavo como venganza por haber ordenado su castración.